# Миран Тепеш
Миран Тепеш (словен. Miran Tepeš; Љубљана, 25. април 1961) некадашњи је југословенски и словеначки репрезентативац у скијашким скоковима. Био је члан ССК Илирија из Љубљане. Такмичио се на скијама марке Елан. Троструки је учесник Зимских олимпијских игара и освојио екипну сребрну медаљу.

## Каријера
У Светском купу такмичио се од 1979. до 1992. Најбољи пласман у укупном поретку имао је у сезони 1986/87, кад је био четврти.
Учествовао је на Зимским олимпијским играма 1980. у америчком Лејк Плесиду, затим у Сарајеву 1984. а највећи успех постигао је на Олимпијским играма 1988. у канадском Калгарију са екипом у саставу Примож Улага, Матјаж Дебелак и Матјаж Зупан, освојио сребрну медаљу.
Након завршетка скакачке каријере почео је радити као ФИС-ов делегат за такмичења, а годинама је био помоћник директора скакачких такмичења Валтера Хофера. Често је добијао критике, између осталих и од Јане Ахонена. Од 2016. ову функцију врши само у Светском купу за жене.
Тепеш има сина Јурија и ћерку Ању, а обоје су наставили његовим стопама и такмиче се у Светском купу. Ипак Ања је због повреде морала рано окончати каријеру.

## Занимљивости
Миран Тепеш је страствени једриличар. У својој једрилици „Скокици”, већ је два пута пловио око света: први пут од 2006. до 2008, а друго путовање, током којег је опловио и рт Хорн трајало је од 2010. до јесени 2012. Своје догодовштине са тих путовања описао је у књигама "„Z vetrom”" и "„Proti soncu”"

## Значајнији резултати

### Олимпијске игре
| Дисциплина / Игре | Лејк Плесид 1980 | Сарајево 1984 | Калгари 1988 |
| Мала скакаоница   | 42.              | 27            | 4.           |
| Велика скакаоница | 36.              | 45.           | 10.          |
| Екипно            | —                | —             |              |

### Светско првенство
| Дисциплина / Првенство | Осло 1982. | Енгелберг 1984. | Зефелд 1985. | Оберстдорф 1987. | Вал ди Фијем 1991. |
| Мала скакаоница        | 28.        |                 | 14.          | 12.              | 43.                |
| Велика скакаоница      | 30.        |                 | 14.          | 13.              | 33                 |
| Екипно                 |            | 5.              |              |                  |                    |

### Светско првенство у скијашким летовима
| Дисциплина / Првенство | Оберстдорф 1988. | Вићерсунд 1990. |
| Појединачно            | 6.               | 15.             |

### Светски куп
- 4. у генералном пласману 1987.
- 2. место најбољи резултат
- 8. постоља (6 пута 2. и 2 пута 3.)

| Бр. | Датум        | Место        | Скакаоница            | Пласман | Победник            |
| --- | ------------ | ------------ | --------------------- | ------- | ------------------- |
| 1.  | 23. 2. 1985. | Харахов      | Чертјак               | 2.      | Оле Гунар Фидјестол |
| 2.  | 5. 3. 1985.  | Örnsköldsvik | Paradiskullen         | 2.      | Јиржи Парма         |
| 3.  | 19. 2. 1986. | Санкт Мориц  | Олимпијска скакаоница | 3.      | Ролф Оге Берг       |
| 4.  | 24. 1. 1987. | Сапоро       | Мијаномори            | 2.      | Акира Сато          |
| 5.  | 25. 1. 1987. | Сапоро       | Okurayama             | 2.      | Примож Улага        |
| 6.  | 21. 3. 1987. | Осло         | Холменколен           | 3.      | Андреас Фелдер      |
| 7.  | 22. 1. 1988. | Гштад        | Скаконица             | 2.      | Павел Плоц          |
| 8.  | 9. 2. 1990.  | Гштад        | Скаконица             | 2.      | Франтишек Јеж       |